# نهاد انتقال قدرت (رفراندوم در کامبوج)

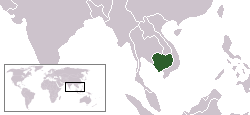
کامبوج در آسیای شرقی

بین سال‌های ۱۹۹۲ تا ۱۹۹۳، نهاد انتقال قدرت در کامبوج (UNTAC) از برنامه‌های سازمان ملل در راستای استقرار صلح در کامبوج بود. این نخستین باری بود که سازمان ملل، ادارهٔ یک کشور مستقل را با برگزاری و مدیریت یک رفراندوم (و نه فقط نظارت بر انتخابات) بر عهده می‌گرفت. سازمان UNTAC در کنار ترویج مبانی حقوق بشر در سطح ملی، رادیو و زندان خود را هم اداره می‌کرد.

## تاریخچه
این سازمان در فوریه ۱۹۹۲ بر پایه قطعنامه ۷۴۵ شورای امنیت در توافق با دولت کامبوج (حکومت بالفعل و دفاکتو آن زمان) تأسیس شد تا مفاد عهد نامه صلح پاریس (مورخ اکتبر ۱۹۹۱) را به مورد اجرا بگذارد. این سازمان ماحصل سال‌ها تلاش مستمر دیپلماتیک بود.

آرم سازمان ملل متحد

مدیریت این سازمان بر عهدهٔ یاسوشی آکاشی (دیپلمات ژاپنی) بود. فرماندهی نیروهای نظامی را سپهبد استرالیایی «جان سندرسن» و ریاست پلیس را سرتیپ هلندی «کلاوس رووس»، بر دوش گرفتند. نیروی UNTAC شامل ۱۵۹۰۰ سپاهی، ۳۴۰۰ تن پلیس، ۲۰۰۰ نفر غیرنظامی و ۴۵۰ تن داوطلب تشکیل می‌دادند که در کنار بسیاری از مترجمین و افراد محلی دیگر فعالیت می‌کردند.
در طول دوران رفراندوم و انتخابات، ۵۰۰۰۰ نفر از شهروندان کامبوج در پرسنل انتخاباتی به خدمت گمارده شدند. در این میان، ۹۰۰ ناظر بین‌المللی نیز از کشورهای جهان شرکت داشتند. این برنامه، در آن زمان هزینه‌ای بالغ بر ۱٫۶ میلیارد دلار دربرداشت (قریب به ۲٫۵ میلیارد دلار امروز) که بیشتر به مصرف حقوق شهروندان کامبوجی رسید که در برون مرز و در غربت زندگی می‌کردند. ۴۵ کشور جهان، با ارسال نیروهای نظامی خود، در این رفراندوم نقش داشتند:
آرژانتین، آلمان، آمریکا، اتریش، اردن، اروگوئه، استرالیا، الجزایر، اندونزی، ایتالیا، ایرلند، برونئی، بریتانیا، بلژیک، بلغارستان، بنگلادش، پاکستان، تایلند، تونس، چین، روسیه، زلاند نو، ژاپن، سنگال، سوئد، شیلی، غنا، فرانسه، فیجی، فیلیپین، کامرون، کانادا، کلمبیا، کنیا، لهستان، مالزی، مجارستان، مراکش، مصر، نامیبیا، نپال، نروژ، نیجریه، هلند، هندوستان

## اهداف
هدف UNTAC بازگرداندن صلح و آرامش به کشوری بود که در طول دهه‌ها جنگ داخلی و دسیسه‌های جنگ سرد به ورطهٔ نابودی کشانده شده بود. سازمان UNTAC بر آن بود که با برگزاری انتخابات آزاد و فراهم آوردن شرایطی برای تدوین قانون اساسی نوین، خون تازه‌ای در رگ سرزمین جنگ زدهٔ کامبوج بدمد.
اهداف دیگر آن نهاد از این قرار بود: سرپرستی، مدیریت و کنترل تمامی جناح‌ها و بخش‌های دولتی (از سیاست خارجی، دفاع ملی، امنیت عمومی و اطلاعات تا اخراج نیروهای بیگانه، خلع سلاح گروه‌های متخاصم، ضبط و مصادره تسلیحات و انبارهای اسلحه، ترویج و استقرار حقوق بشر، امنیت نظامی، برقراری نظم و آرامش، بازگرداندن شهروندان از غربت، از میان بردن مین‌ها و مواد منفجره، مرمت و ترمین ساختار شهری و احیای اقتصادی کامبوج.
از دیگر اهداف UNTAC، محاکمهٔ سردمدارن خمرهای سرخ بود. این روند و تصمیم، با تأیید مجمع ملی کامبوج، تا اکتبر ۲۰۰۴ میلادی به طول انجامید. هزینه این دادگاه‌ها بالغ بر ۵۶ میلیون دلار بود که ۴۳ میلیون دلار از آن را کشورهای دیگر و ۱۳ میلیون را کامبوج پرداخت کرد. نخستین دادگاه در سال ۲۰۰۷ میلادی بر پا شد و این در حالی بود که بخش بزرگی از سران خمر سرخ یا در گذشته بودند یا به علت پیری و کهولت در شرایط بد سلامتی قرار داشتند.

## خلع سلاح

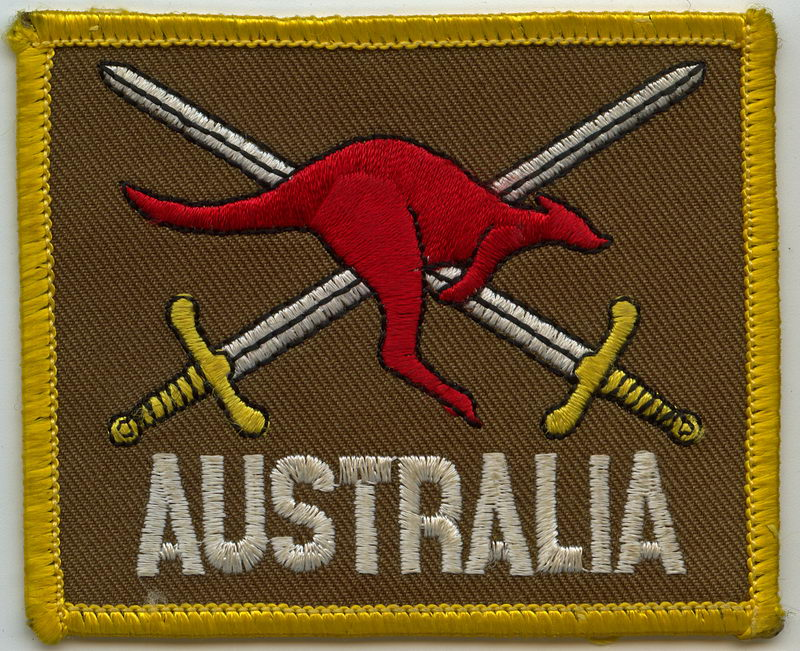
آرم نیروهای نظامی استرالیا در کامبوج

علیرغم ادعای UNTAC، آن سازمان در خلع سلاح خمر سرخ با شکست مواجه شد. بیشتر افرادی که خلع سلاح شدند از میلیشیای محلی بودند. این ناتوانی و شکست، منجر به کسب قدرت و تسخیر بخش‌هایی از کامبوج توسط خمر سرخ شد.

## رفراندوم ۱۹۹۳
بیش از ۴ میلیون تن از شهروندان کامبوج (قریب به ۹۰٪ از واجدین شرایط) در انتخابات ماه مه ۱۹۹۳ شرکت کردند. این در حالی ست که خمر سرخ از شرکت بخشی از آحاد مردم در آن رفراندوم جلوگیری کرده بود. شاهزاده «نورودام رانارید (دومین فرزند سیهانوک)» با ۴۵٪، بیشترین میزان رأی را کسب کرد. او در اعتلاف با «حزب مردم کامبوج» و دیگر احزابی که در رفراندوم شرکت کرده بودند یک مجمع ۱۲۰ نفری (مجلس مؤسسان) را تشکیل داده و قانون اساسی نوینی را تدوین و در ۲۴ سپتامبر ۱۹۹۳ آن را منتشر کردند.
بر اساس این قانون اساسی، سیستمی لیبرال دموکرات و چند حزبی در کامبوج شکل گرفت و پادشاهی مشروطه مستقر شد. پرنس سیهانوک به پادشاهی رسید. پرنس رانارید، در کنار هون سن (رهبر حزب مردم) نخستین و دومین صدر اعظم کامبوج (پس از رفراندوم) شدند. این قانون اساسی از دیدگاه بین‌المللی، در بر گیرندهٔ بخش بزرگی از قوانین و اصول حقوق بشری ست.